# Paraphthonia cteatus
Paraphthonia cteatus är en fjärilsart som beskrevs av Adalbert Seitz 1917. Paraphthonia cteatus ingår i släktet Paraphthonia och familjen Riodinidae. Inga underarter finns listade i Catalogue of Life.